# Rosso Fiorentino
Rosso Fiorentino (eredeti neve: Giovanni Battista di Jacopo Firenze, 1494. március 8. –  Fontainebleau, Párizs mellett, 1540. november 14.) itáliai manierista festő.

## Életútja
Pályája elején Andrea del Sarto tanítványa volt, később Michelangelo hatása alá került. 1516-ban Firenzében tagja lett a festők céhének. 1523-ban Rómába ment dolgozni, onnan pedig Észak-Itáliába, Perugia, Borgo Sansepolcro, Arezzo és Velence. 1530-ban I. Ferenc francia király meghívására Fontainebleau-ba ment, hogy a királyi kastély építési, festési és szobrászati munkáit felügyelje, a kastély művészeiből alakult meg a  Fontainebleau-i iskola, amelynek vezetői Rosso Fiorentino, majd Francesco Primaticcio és Primaticcio festő tanítványa, Niccolò dell’Abbate voltak, a kastély művészi munkálatainak terveiben és megvalósításában is ők vittek fő szerepet 1530-1570 közt. Rosso Fiorentino egy évtizedig működött Franciaországban 1530-40 közt, 1540-ben bekövetkezett haláláig.

## Munkássága
Első nagy munkáit Sarto hatása alatt festette, Mária mennybemenetele (freskó, 1515, Firenze, S. Annunziata előcsarnoka), Madonna szentekkel (1522, Pitti-palota). További munkái már Michelangelo befolyását mutatják: Keresztről levétel (1521, Volterra, dóm), Mária eljegyzése (1523, Firenze, S. Lorenzo). Rómában főleg mitológiai tárgyú metszeteket készített. 1530-tól kezdve rajzai után számos freskó készült tanítványai által Fontainebleau-ban, ezek mind elpusztultak, csak az I. Ferenc galériájában található agyonrestaurált dekorációk adnak némi képet itteni munkásságáról. Fontainebleau-ban Primaticcio 1540-1570-ig tartó itteni munkássága egészen elhomályosította Fiorentino emlékét.

## Festményeiből

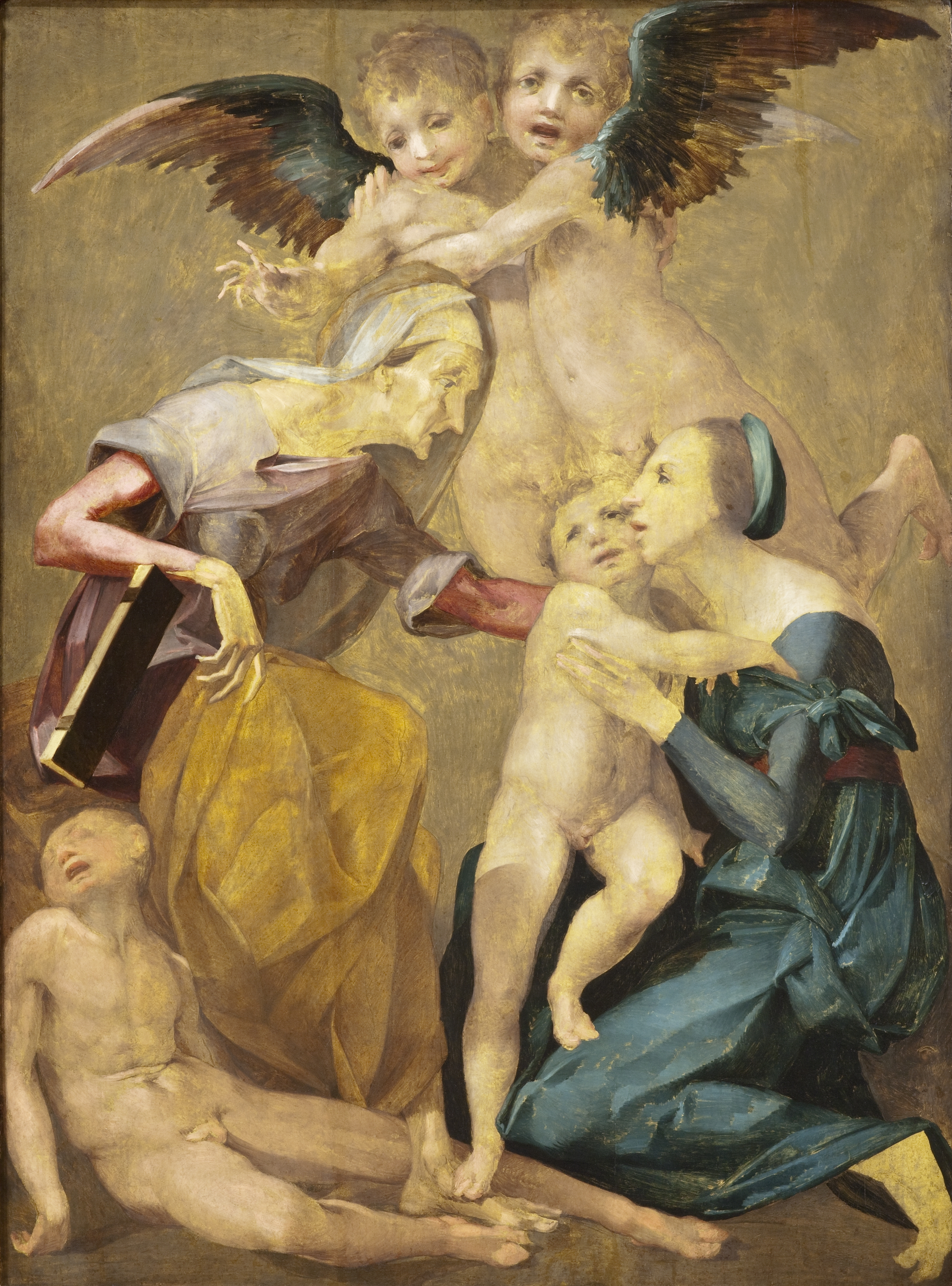
A Szent Család (1520)
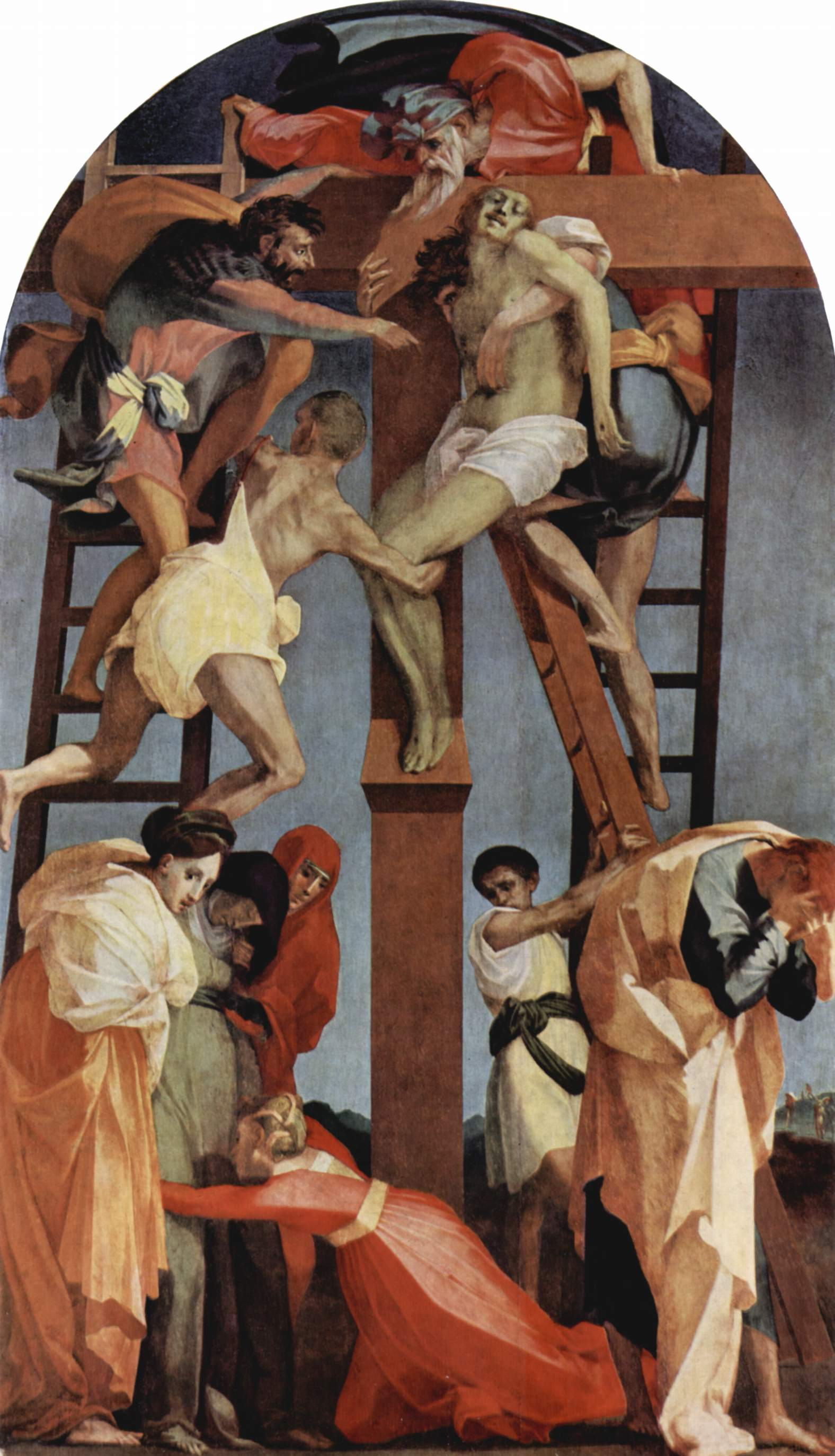
Krisztus levétele a keresztről (1521)
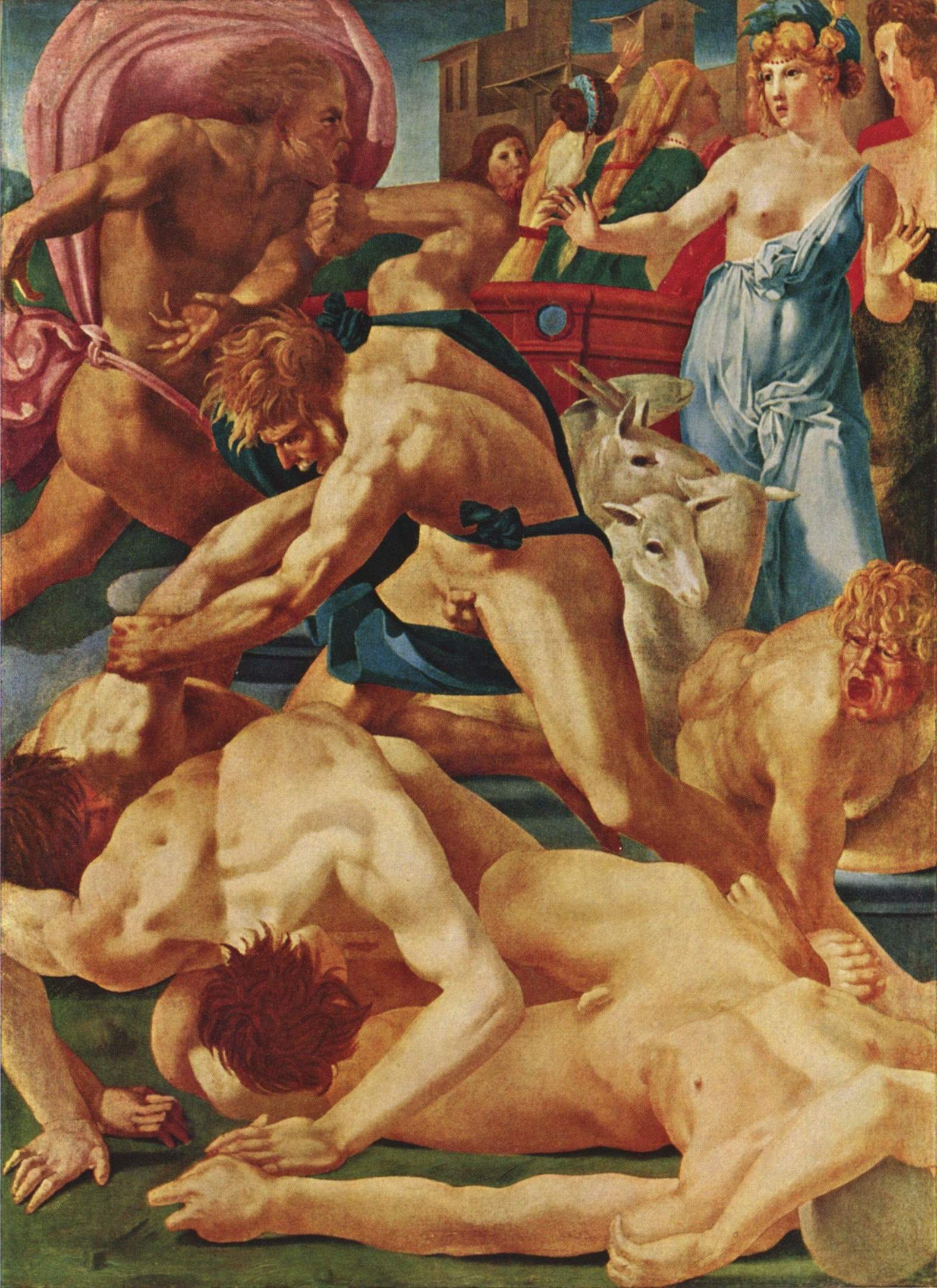
Mózes lányainak védelme Jethro által (1523)
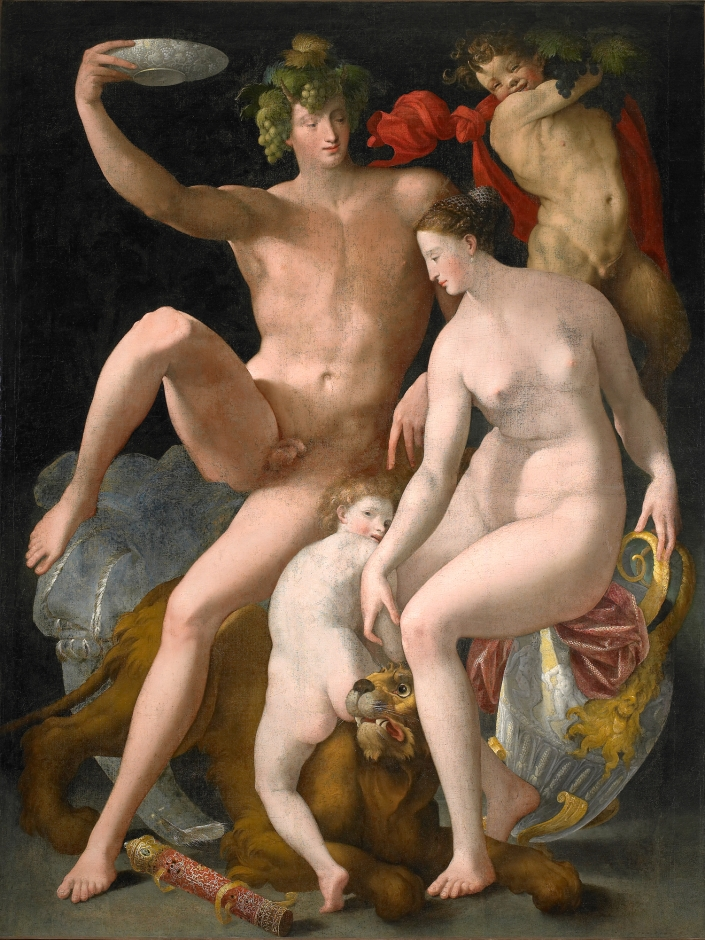
Bacco, Venere és Ámor (1530-as évek)